# 龍記酒家
龍記酒家（葡萄牙語：Restaurante Long Kei），位於澳門議事亭前地7號B，是一家以順德菜聞名的酒家。1945年開業。1999年曾獲澳葡政府頒發旅遊功績勳章。2010年所在位置被發展商收購，於2011年3月31日結業。